# Johnny Goodbye
Johnny Goodbye es una serie de historietas creada por Martin Lodewijk y Dino Atanassio en 1969 para la revista "Pep", y que posteriormente fue continuada por otros guionistas (Yves Duval, Ruud Straatman y Patty Klein).
Su protagonista homónimo es un detective privado que vive en Chicago, combatiendo principalmente a la mafia italiana.

## Personajes
Además de Johnny, nos encontramos a Audie, su torpe y codicioso ayudante. En Johnny Goodbye aux Jeux Olympiques emprende una amista con el boxeador negro London Bridge y su pequeño hermano Washington. El famoso Al Capone es el principal enemigo de Johnny.

## Títulos
La serie empezó a publicarse en el duodécimo número de 1969 de la revista "Pep". En España fue traducida en la revista "Fuera Borda".
| Número | Título                                  | Publicación original | Guionista                       | Dibujante      |
| ------ | --------------------------------------- | -------------------- | ------------------------------- | -------------- |
| 1      | Gangsters in Chicago                    | "Pep" 12-22 de 1969  | Martin Lodewijk                 | Dino Attanasio |
| 2      | De stille ster                          | "Pep" 1-22 de 1970   | Martin Lodewijk                 | Dino Attanasio |
| 3      | En de Barkerbende                       | "Pep" 27-45 de 1970  | Martin Lodewijk                 | Dino Attanasio |
| 4      | Contra Fiddles Paganini                 |                      | Martin Lodewijk                 | Dino Attanasio |
| 5      | De terugkeer van Al Capone              |                      | Martin Lodewijk                 | Dino Attanasio |
| 6      | De straatvechter                        |                      | Martin Lodewijk                 | Dino Attanasio |
| 7      | Klopjacht op een kleuter                |                      | Patty Klein                     | Dino Attanasio |
| 8      | De peetmoeder & De dertiende verdieping |                      | Martin Lodewijk                 | Dino Attanasio |
| 9      | Het ananassyndicaat                     |                      | Yves Duval                      | Dino Attanasio |
| 10     | De vliegende dwazen                     |                      | Martin Lodewijk                 | Dino Attanasio |
| 11     | De man die wel bestond                  |                      | Martin Lodewijk, Ruud Straatman | Dino Attanasio |
| 12     | Het olympisch goud                      |                      | Yves Duval                      | Dino Attanasio |
| 13     | Siciliaanse suikeroom                   |                      | Yves Duval                      | Dino Attanasio |